# Румыния на Европейских играх 2015
Румыния на I Европейских играх, которые прошли в июне 2015 года в столице Азербайджана, в городе Баку, была представлена 146 спортсменами..

## Награды

### Золото
| Золото |                                             |                                       |
| #      | Спортсмены                                  | Вид спорта (дисциплина)               |
| 1      | Ана Мария Брынзэ                            | Фехтование (женщины, шпага)           |
| 2      | Андрея Кицу                                 | Дзюдо (женщины, до 52 кг)             |
| 3      | Симона Герман, Симона Поп, Ана Мария Брынзэ | Фехтование (женщины, командная шпага) |

### Серебро
| Серебро |                                                                                |                                                      |
| #       | Спортсмены                                                                     | Вид спорта (дисциплина)                              |
| 1       | Андрея Иридон                                                                  | Спортивная гимнастика (бревно)                       |
| 2       | Элена Мероньяк, Роксана Борха                                                  | Гребля на байдарках и каноэ (байдарки-двойки, 500 м) |
| 3       | Лавиния Панаэте, Бьянка Горгован, Дачан Барна, Даниэль Боксер, Лучан Савулеску | Аэробика (группы)                                    |
| 4       | Тибериу Долничану                                                              | Фехтование (мужчины, сабля)                          |
| 5       | Юлиан Теодосиу, Тибериу Долничану, Алин Бадя                                   | Фехтование (мужчины, командная сабля)                |

### Бронза
| Бронза |                 |                                             |
| #      | Спортсмены      | Вид спорта (дисциплина)                     |
| 1      | Андрея Иридон   | Спортивная гимнастика (разновысокие брусья) |
| 2      | Мариус Бербекар | Спортивная гимнастика (брусья)              |
| 3      | Даниэла Хондю   | Самбо (женщины, до 60 кг)                   |
| 4      | Симона Герман   | Фехтование (женщины, шпага)                 |

## Состав команды
Борьба
Греко-римская борьба
- Алин Алексук-Чурариу
- Джорджан Карпен
- Вирджил Мунтяну
- Ионел Пушкашу
- Аттила Тамаш
- Томи Хиновяну

Велоспорт
 Велоспорт-маунтинбайк
- Лучан Лоджиган

 Карате
- Адриан Гута

 Триатлон
- Чиприан Баланеску
- Антоанела Манак

## Результаты

### Борьба
В соревнованиях по борьбе разыгрывалось 24 комплекта наград. По 8 у мужчин и женщин в вольной борьбе и 8 в греко-римской. Турнир проходил по олимпийской системе с выбыванием. В утешительный раунд попадали участники, проигравшие в своих поединках будущим финалистам соревнований. Каждый поединок состоит из двух раундов по 3 минуты, победителем становится спортсмен, набравший большее количество баллов. По окончании схватки, в зависимости от результатов в каждом из раундов спортсменам начисляются классификационные очки.
Мужчины
Греко-римская борьба
Легенда: 

VA — победа, ввиду досрочного прекращения ведения схватки; 

VT — победа на туше; 

PP — победа по очкам с техническим баллом у проигравшего; 

PO — победа по очкам без технического балла у проигравшего; 

SP — техническое превосходство, победа по очкам с разницей более, чем в 6 баллов с техническим баллом у проигравшего; 

ST — техническое превосходство, победа по очкам с разницей более, чем в 6 баллов без технического балла у проигравшего; 

| Соревнование | Спортсмены           | Первый раунд                    | 1/8 финала                     | Четвертьфинал                  | Полуфинал                     | Финал                | Место |
| Соревнование | Спортсмены           | Соперник Результат              | Соперник Результат             | Соперник Результат             | Соперник Результат            | Соперник Результат   | Место |
| ------------ | -------------------- | ------------------------------- | ------------------------------ | ------------------------------ | ----------------------------- | -------------------- | ----- |
| до 59 кг     | Вирджил Мунтяну      | Ч. Книпли (HUN) В 3:0 (PO)      | Ф. Учюнджю (TUR) В 3:1 (PP)    | В. Чобану (MDA) П 1:3 (PP)     | Завершил выступление          | Завершил выступление | 8     |
| до 66 кг     | Джорджан Карпен      | А. Маргарян (FRA) П 1:3 (PP)    | Завершил выступление           | Завершил выступление           | Завершил выступление          | Завершил выступление | 17    |
| до 71 кг     | Томи Хиновяну        | З. Толльрот (SWE) П 0:3 (PO)    | Завершил выступление           | Завершил выступление           | Завершил выступление          | Завершил выступление | 16    |
| до 75 кг     | Ионел Пушкашу        | М. Вольний (POL) В 3:0 (PO)     | Э. Мурсалиев (AZE) П 1:3 (PP)  | Турнир за 3-е место            | Турнир за 3-е место           | Турнир за 3-е место  | 9     |
| до 75 кг     | Ионел Пушкашу        | М. Вольний (POL) В 3:0 (PO)     | Э. Мурсалиев (AZE) П 1:3 (PP)  | Р. Риго (SVK) В 3:1 (PP)       | Ч. Лабазанов (RUS) П 0:5 (VT) | Завершил выступление | 9     |
| до 85 кг     | Аттила Тамаш         | Д. Пападопулос (GRE) В 5:0 (VT) | Ж. Беленюк (UKR) П 0:3 (PO)    | Турнир за 3-е место            | Турнир за 3-е место           | Турнир за 3-е место  | 7     |
| до 85 кг     | Аттила Тамаш         | Д. Пападопулос (GRE) В 5:0 (VT) | Ж. Беленюк (UKR) П 0:3 (PO)    | Д. Франькович (SRB) В 5:0 (VA) | М. Басар (TUR) П 1:3 (PP)     | Завершил выступление | 7     |
| до 98 кг     | Алин Алексук-Чурариу | не участвовал                   | Т. Дейниченко (BLR) П 0:5 (VT) | Завершил выступление           | Завершил выступление          | Завершил выступление | 16    |

### Велоспорт

#### Маунтинбайк
Соревнования по маунтинбайку проводилились в построенном специально для игр велопарке. Дистанция у мужчин составляла 36,7 км, а у женщин 27,9 км.
Мужчины
| Соревнование | Спортсмены     | Результат | Место | Отставание |
| ------------ | -------------- | --------- | ----- | ---------- |
| Кросс-кантри | Лучан Лоджиган | LAP       | —     | —          |

### Гребля на байдарках и каноэ
Соревнования по гребле на байдарках и каноэ проходили в городе Мингечевир на базе олимпийского учебно-спортивного центра «Кюр». Разыгрывалось 15 комплектов наград. В каждой дисциплине соревнования проходили в три этапа: предварительный раунд, полуфинал и финал.
Мужчины
| Соревнование     | Спортсмены  | Предварительный раунд | Предварительный раунд | Предварительный раунд | Полуфинал | Полуфинал | Полуфинал | Финал                | Финал                | Итоговое место       |
| Соревнование     | Спортсмены  | Заплыв                | Время                 | Место                 | Заплыв    | Время     | Место     | Время                | Место                | Итоговое место       |
| ---------------- | ----------- | --------------------- | --------------------- | --------------------- | --------- | --------- | --------- | -------------------- | -------------------- | -------------------- |
| K-1, 1000 метров | Дан Костя   | 3                     | 3:41,776              | 3 (Q)                 | 2         | 3:31,010  | 7         | Завершил выступление | Завершил выступление | Завершил выступление |
| C-1, 1000 метров | Леонид Карп | 1                     | 4:05,710              | 5 (Q)                 | 1         | 3:46,493  | 2 (Q)     | 3:58,836             | 8                    | 8                    |

Женщины
| Соревнование    | Спортсмены                                           | Предварительный раунд | Предварительный раунд | Предварительный раунд | Полуфинал | Полуфинал | Полуфинал | Финал    | Финал | Итоговое место |
| Соревнование    | Спортсмены                                           | Заплыв                | Время                 | Место                 | Заплыв    | Время     | Место     | Время    | Место | Итоговое место |
| --------------- | ---------------------------------------------------- | --------------------- | --------------------- | --------------------- | --------- | --------- | --------- | -------- | ----- | -------------- |
| K-4, 500 метров | Роксана Бора Елена Мероняк Юлиана Таран Ирина Лаурик | 2                     | 1:35,836              | 4 (Q)                 | 1         | 1:30,594  | 1 (Q)     | 1:34,084 | 4     | 4              |

### Карате
Соревнования по карате проходили в Бакинском кристальном зале. В каждой весовой категории принимали участие по 8 спортсменов, разделённых на 2 группы. Из каждой группы в полуфинал выходили по 2 спортсмена, которые по системе плей-офф разыгрывали медали Европейских игр.
Мужчины
| Соревнование | Спортсмены  | Групповой этап     | Групповой этап      | Групповой этап           | Место    | 1/2 финала           | Финал                | Итоговое место       |
| Соревнование | Спортсмены  | 1 поединок         | 2 поединок          | 3 поединок               | Место    | 1/2 финала           | Финал                | Итоговое место       |
| ------------ | ----------- | ------------------ | ------------------- | ------------------------ | -------- | -------------------- | -------------------- | -------------------- |
| Ката         | Адриан Гута | Группа B           | Группа B            | Группа B                 | Группа B | Завершил выступление | Завершил выступление | Завершил выступление |
| Ката         | Адриан Гута | М. Дак (FRA) П 0:5 | М. Якан (TUR) П 0:5 | Т. Балджанлы (AZE) П 0:5 | 4        | Завершил выступление | Завершил выступление | Завершил выступление |

### Триатлон
Соревнования по триатлону состояли из 3 этапов — плавание (1,5 км), велоспорт (40 км), бег (9,945 км).
Мужчины
| Соревнование | Спортсмены        | Плавание | Смена | Велоспорт | Смена | Бег | Итоговое время | Место | Отставание |
| ------------ | ----------------- | -------- | ----- | --------- | ----- | --- | -------------- | ----- | ---------- |
| Мужчины      | Чиприан Баланеску | 24:03    | 0:44  | LAP       | LAP   | LAP | —              | —     | —          |

Женщины
| Соревнование | Спортсмены      | Плавание | Смена | Велоспорт | Смена | Бег   | Итоговое время | Место | Отставание |
| ------------ | --------------- | -------- | ----- | --------- | ----- | ----- | -------------- | ----- | ---------- |
| Женщины      | Антоанела Манак | 22:08    | 0:54  | 1:11:35   | 0:31  | 44:06 | 2:19:14        | 36    | +18:46     |